# Gapar
Gapar est une localité située dans le département de Batié de la province du Noumbiel dans la région Sud-Ouest au Burkina Faso.

## Géographie
Gapar se trouve à environ 12 km au sud-est de Batié, le chef-lieu du département, et à 4 km au sud de Tamipar.

## Santé et éducation
Le centre de soins le plus proche de Gapar est le centre de santé et de promotion sociale (CSPS) de Tamipar tandis que le centre médical avec antenne chirurgicale (CMA) de la province se trouve à Batié.